# Rohrbach bei Mattersburg
Rohrbach bei Mattersburg é um município da Áustria localizado no distrito de Mattersburg, no estado de Burgenland.